# Langenrohr
Langenrohr ist eine Marktgemeinde mit 2554 Einwohnern (Stand 1. Jänner 2025) im Bezirk Tulln in Niederösterreich.

## Geografie

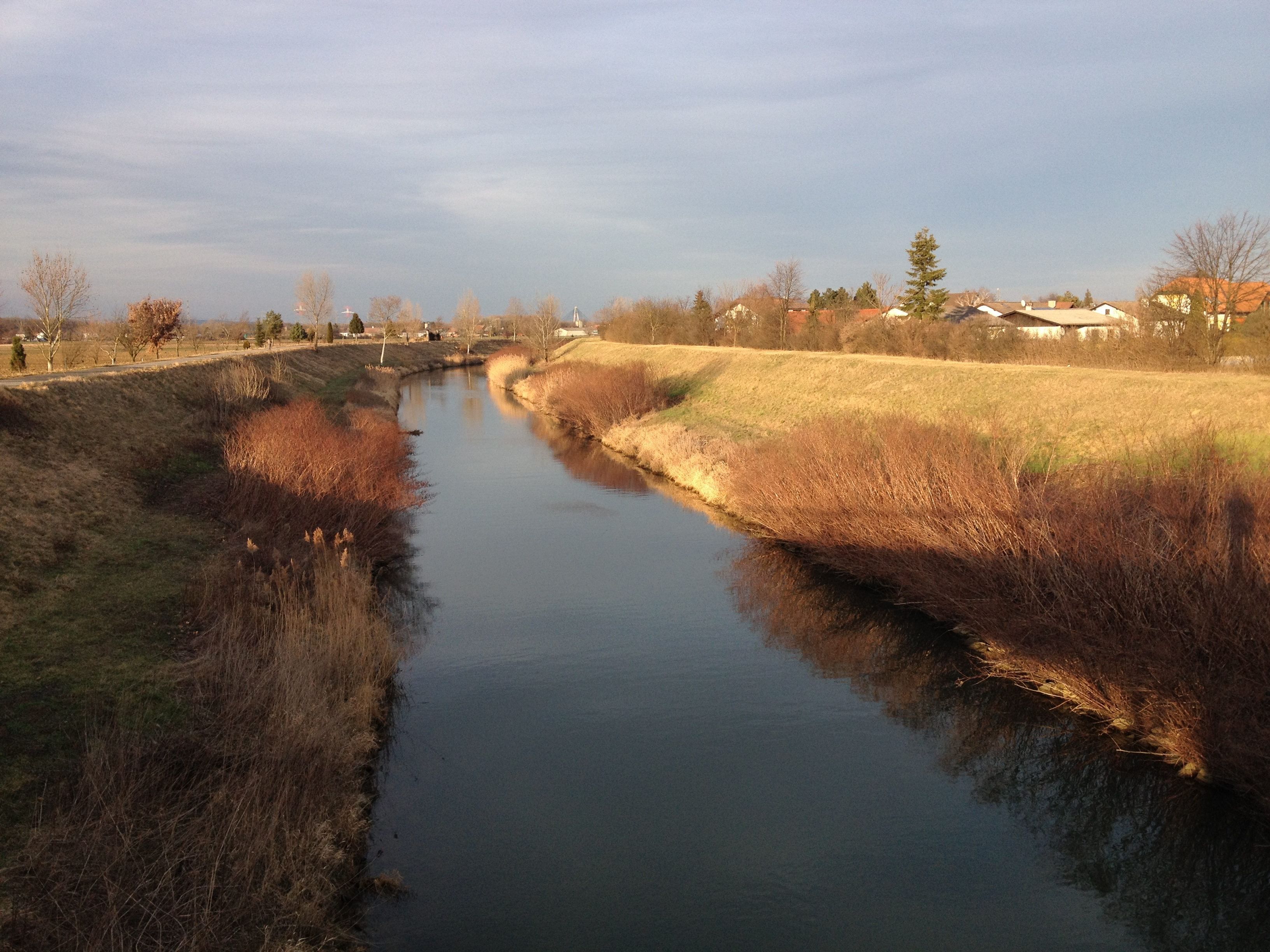
Die Große Tulln in Langenrohr flussabwärts gesehen

Langenrohr liegt im Tullnerfeld an der Großen Tulln, nur wenige Kilometer südwestlich der Stadt Tulln in der raumplanerischen Hauptregion „Niederösterreich Mitte“. Landschaftlich wird der Bezirk südlich der Donau dem Mostviertel zugerechnet. Die Fläche der Marktgemeinde umfasst 22,57 Quadratkilometer, davon sind 17,87 Prozent bewaldet. Durch Langenrohr verläuft die Große Tulln.

### Gemeindegliederung
Das Gemeindegebiet umfasst folgende fünf Katastralgemeinden und Ortschaften (in Klammern Einwohnerzahl Stand 1. Jänner 2025):
- Asparn (375)
- Kronau (72)
- Langenrohr (1412)
- Langenschönbichl (481)
- Neusiedl (214)

### Nachbargemeinden
| Zwentendorf  | Königsbrunn am Wagram                       | Tulln |
|              | Kompassrose, die auf Nachbargemeinden zeigt |       |
| Michelhausen | Judenau-Baumgarten                          |       |

## Geschichte
1908 wurde an der Stelle, wo sich das heutige Josef-Reither-Haus befindet, eine Jubiläumssäule zum 60-jährigen Regierungsjubiläum von Kaiser Franz Joseph I. errichtet. Die Büste wurde nach dem Ersten Weltkrieg zerstört und durch ein Kriegerdenkmal ersetzt. In Folge des Austrofaschismus wurde 1935, am einjährigen Todestag des ehemaligen Diktators, eine Dollfuß-Büste errichtet; Nach dem Anschluss an das Dritte Reich 1938 wurde die Büste entfernt und ebenfalls zerstört. 1955 wurde dann das heutige Gebäude zu Ehren von Josef Reither errichtet, darin war bis 2018 die ortsansässige Raiffeisenbank untergebracht und wird seit 2012 als Museum für den ehemaligen Politiker benutzt.
Laut Adressbuch von Österreich waren im Jahr 1938 in der Marktgemeinde Langenrohr ein Bäcker, ein Binder, ein Fischer, zwei Fleischer, ein Friseur, drei Gastwirte, zwei Gemischtwarenhändler, eine landwirtschaftliche Genossenschaft, eine Pferdezuchtgenossenschaft, ein Maurermeister, ein Schmied, ein Schneider und zwei Schneiderinnen, zwei Schuster, zwei Tischler, ein Wagner und mehrere Landwirte ansässig.
Im Vorfeld der niederösterreichischen Gemeinderatswahlen 2020 kam es zum Eklat da die SPÖ nicht zur Wahl kandidieren durfte. Grund für den Ausschluss war, dass die Partei die Wahlliste fristgerecht eingebracht, dabei aber auf die Zustimmungserklärung mit den Unterschriften der Kandidaten vergessen hatte. Dadurch wurde der Wahlvorschlag für ungültig erklärt und die SPÖ vom Wahlzettel gestrichen. Die SPÖ fochte die Wahl daraufhin auf Wahlwiederholung an, der Verfassungsgerichtshof wies die klage jedoch ab.

### Einwohnerentwicklung
| Langenrohr: Einwohnerzahlen von 1869 bis 2025       | Langenrohr: Einwohnerzahlen von 1869 bis 2025 | Langenrohr: Einwohnerzahlen von 1869 bis 2025 | Langenrohr: Einwohnerzahlen von 1869 bis 2025 | Langenrohr: Einwohnerzahlen von 1869 bis 2025 |
| --------------------------------------------------- | --------------------------------------------- | --------------------------------------------- | --------------------------------------------- | --------------------------------------------- |
| Jahr                                                |                                               |                                               |                                               | Einwohner                                     |
| 1869                                                | 1869                                          |                                               | 1.188                                         | 1.188                                         |
| 1880                                                | 1880                                          |                                               | 1.246                                         | 1.246                                         |
| 1890                                                | 1890                                          |                                               | 1.202                                         | 1.202                                         |
| 1900                                                | 1900                                          |                                               | 1.211                                         | 1.211                                         |
| 1910                                                | 1910                                          |                                               | 1.240                                         | 1.240                                         |
| 1923                                                | 1923                                          |                                               | 1.250                                         | 1.250                                         |
| 1934                                                | 1934                                          |                                               | 1.204                                         | 1.204                                         |
| 1939                                                | 1939                                          |                                               | 1.397                                         | 1.397                                         |
| 1951                                                | 1951                                          |                                               | 1.164                                         | 1.164                                         |
| 1961                                                | 1961                                          |                                               | 1.150                                         | 1.150                                         |
| 1971                                                | 1971                                          |                                               | 1.148                                         | 1.148                                         |
| 1981                                                | 1981                                          |                                               | 1.521                                         | 1.521                                         |
| 1991                                                | 1991                                          |                                               | 1.674                                         | 1.674                                         |
| 2001                                                | 2001                                          |                                               | 1.974                                         | 1.974                                         |
| 2011                                                | 2011                                          |                                               | 2.299                                         | 2.299                                         |
| 2021                                                | 2021                                          |                                               | 2.475                                         | 2.475                                         |
| 2025                                                | 2025                                          |                                               | 2.554                                         | 2.554                                         |
| Quelle(n): Statistik Austria, Gebietsstand 1.1.2021 |                                               |                                               |                                               |                                               |

## Kultur und Sehenswürdigkeiten

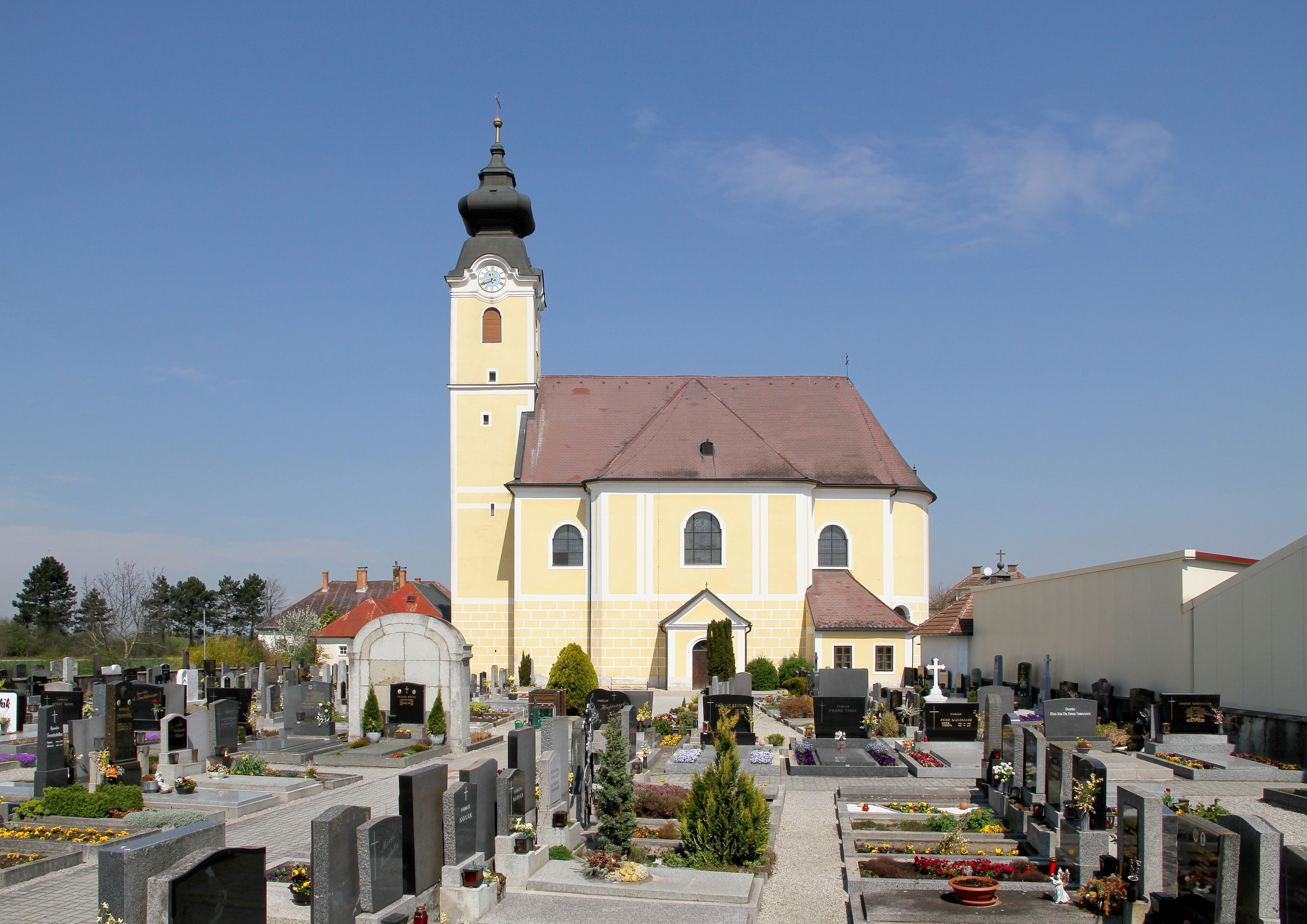
Pfarrkirche Langenrohr

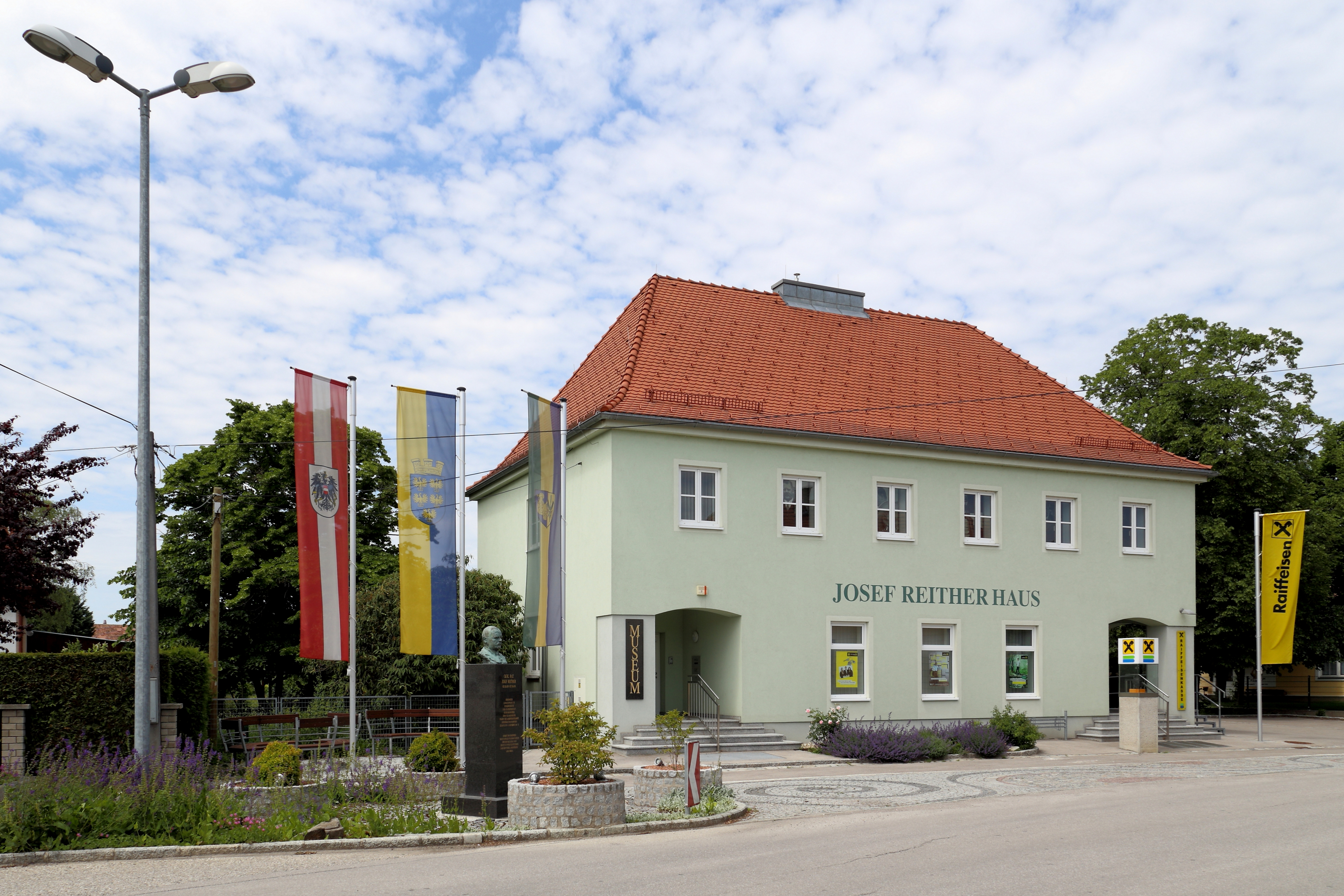
Das am 13. Okt. 2013 eröffnete Josef Reither-Museum

- Katholische Pfarrkirche Langenrohr hl. Nikolaus
- Das Josef Reither Museum ist das einzige Museum in Langenrohr. Im Museum erfährt man über das Leben Josef Reithers, die Zeit während des Nationalsozialismus und der Zeit danach.

## Wirtschaft und Infrastruktur
82 nichtlandwirtschaftliche Arbeitsstätten gab es im Jahr 2001, 78 land- und forstwirtschaftliche Betriebe nach der Erhebung 1999. Nach der Volkszählung 2001 betrug die Zahl der Erwerbstätigen am Wohnort 1010. Die Erwerbsquote lag 2001 bei 52,88 Prozent.

### Tourismus
Langenrohr besitzt dank der Großen Tulln einen schönen Radweg, der Richtung Tulln verläuft. Selbst nach dem Ende des Flusses kann man auf der Donaulände bis nach Wien weiterradeln. Es gibt auch etliche Gästezimmer und Pensionen entlang des Donauradwegs Langenrohrs sowie zahlreiche kleinere Restaurants und Heurige. Eigens für die Radfahrer gibt es auch einen eigenen „Radlertreff“. Fischen kann man in Langenrohr auch sehr gut.

### Öffentliche Einrichtungen
In Langenrohr befinden sich zwei Kindergärten und eine Volksschule.

### Sport

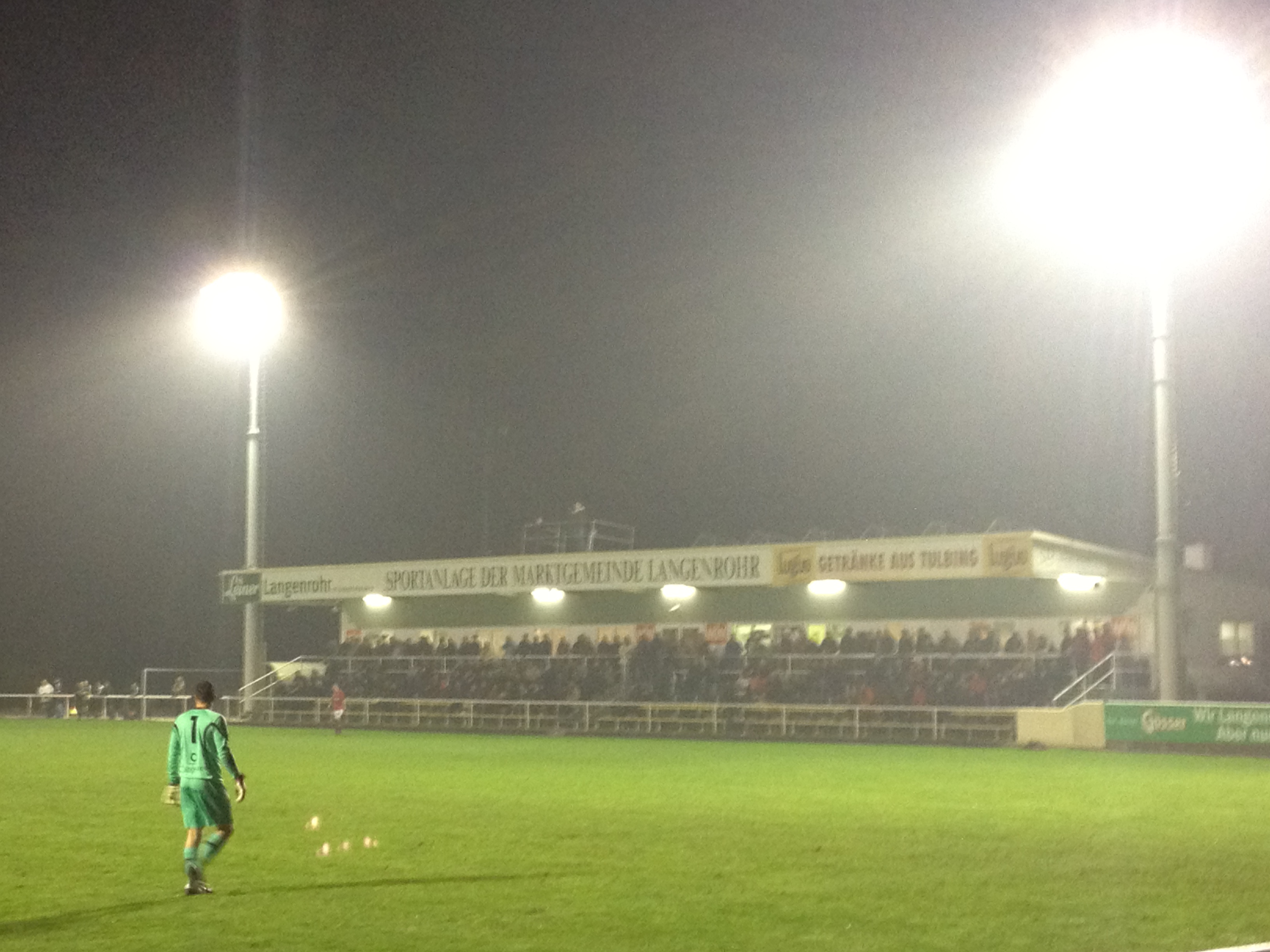
Sportplatz Langenrohr

In Langenrohr beheimatet sind der Sportverein Langenrohr, der Yacht Club Langenrohr (YCL), ein Freizeitkegelclub, ein Dart-Sportclub und der UTC Langenrohr. Außerdem gibt es eine Gruppe von Sportschützen und Fischern.
- SV Langenrohr: In Langenrohr ist der Fußballklub SV Langenrohr beheimatet. Der Verein wurde 1947 gegründet und spielt seit 1993 in der 1. NÖN Landesliga, der vierthöchsten Liga Österreichs. Damit ist der Sportverein Langenrohr insgesamt mehr als 20 Jahre in dieser Liga, was sie in der „Ewigen Tabelle“ mit 566 gespielten Partien, 885 erzielten Punkten und mit 942 geschossenen Toren auf Platz 1 vor dem SC Retz und dem SV Leobendorf bringt (Stand: Saisonende 2013). Der Sportplatz in Langenrohr wurde am 4. Juli 1998 feierlich eröffnet, eine Woche bevor der Jubiläumsfeier von „50 Jahre SVL“. Langenrohr nahm mehrfach am ÖFB-Cup teil. In der Saison 2005/06 scheiterte man in der zweiten Runde mit einer 4:5-Niederlage knapp am SK Sturm Graz. Die Damenmannschaft des SVL spielte jahrelang in der AKNÖ Frauen Landesliga bis sich die Sektion nach der Saison 2021/22 auflöste.

## Politik

### Gemeinderat
Der Gemeinderat hat 21 Mitglieder.
- Mit den Gemeinderatswahlen in Niederösterreich 1990 hatte der Gemeinderat folgende Verteilung: 16 ÖVP, und 3 SPÖ. (19 Mitglieder)
- Mit den Gemeinderatswahlen in Niederösterreich 1995 hatte der Gemeinderat folgende Verteilung: 14 ÖVP, 2 SPÖ, 2 FPÖ, und 1 Unabhängige Liste Langenrohr.[10]
- Mit den Gemeinderatswahlen in Niederösterreich 2000 hatte der Gemeinderat folgende Verteilung: 17 ÖVP, 1 SPÖ, und 1 FPÖ.[11]
- Mit den Gemeinderatswahlen in Niederösterreich 2005 hatte der Gemeinderat folgende Verteilung: 17 ÖVP, und 2 SPÖ.[12]
- Mit den Gemeinderatswahlen in Niederösterreich 2010 hatte der Gemeinderat folgende Verteilung: 15 ÖVP, 2 SPÖ, und 2 FPÖ.[13]
- Mit den Gemeinderatswahlen in Niederösterreich 2015 hatte der Gemeinderat folgende Verteilung: 16 ÖVP, 3 SPÖ, und 2 FPÖ.[14]
- Mit den Gemeinderatswahlen in Niederösterreich 2020 hat der Gemeinderat folgende Verteilung: 17 ÖVP, 2 LOP–Langenrohr ohne Parteibuch und 2 FPÖ.[15]
- Mit den Gemeinderatswahlen in Niederösterreich 2025 hat der Gemeinderat folgende Verteilung: 15 ÖVP, 4 FPÖ und 2 SPÖ.[16]

### Bürgermeister
- 1912–1925 Josef Reither (CS), Bundesminister, Landeshauptmann
- bis 2010 Anneliese Federmann (ÖVP)
- seit 2010 Leopold Figl (ÖVP)

### Wappen
Der Gemeinde wurde 1982 folgendes Wappen verliehen:
Blasonierung: In einem gespaltenen Schild, vorne in Gold zwei gekreuzte grüne Ähren, die von einem gleichfarbigen aufrechten Rohrkolben durchzogen werden, rückwärts in Blau eine goldene Darstellung des heiligen Nikolaus mit seinen Attributen.
Die aus dem Marktwappen abzuleitenden Farben der Marktfahne sind Blau-Gelb-Grün.

## Persönlichkeiten

### Ehrenbürger
- Erwin Pröll (* 1946), niederösterreichischer Landeshauptmann a. D.[18]

### Söhne und Töchter der Gemeinde
- Josef Reither (1880–1950), Politiker